# Mahmud I
Mahmud I, född 2 augusti 1696, död 13 december 1754, var sultan av Osmanska riket från 1730 till 1754. Han var son till Mustafa II (1695–1703) och Saliha Sultan och äldre bror till Osman III (1754–57).

## Biografi
Mahmud kom till makten genom en statskupp mot hans farbror Ahmed III. Han stöddes först av kuppmakarna och hovdignitärer, men några veckor efter tronbestigningen låg riket i upprorsmakarnas händer. Deras ledare, Patrona Halil, red med den nye sultanen till moskén i Eyüp där ceremonin som förlänade sultanen Osmans svärd gick av stapeln; många av de viktiga befattningshavarna avsattes och efterträdare till dem tillsattes på order av en rebell inom janitsjarkåren. En grekisk slaktare, Janaki, som tidigare lånat pengar till Patrona under den tre dagar långa kuppen utnämndes på Patronas begäran av divanen till hospodar av Moldavien.
Khanen av Krim, som rebellerna hotade avsätta, var i Konstantinopel, och tillsammans med storvesiren, muftin och janitsjarernas ağa lyckades han avsätta rebellregeringen. Patrona dödades i sultanens närvaro efter en divan där han krävt att krig skulle förklaras mot Ryssland. Omkring 7000 av de som stött Patrona, däribland greken Janaki, dödades också. Avunden janitsjarofficerarna hyste mot Patrona, och deras redbarhet att medverka i dennes fall, underlätta ansträngningarna hos Mahmuds anhängare att sätta stopp för upproret, som pågått i nära två månader, mycket.
Återstoden av Mahmuds regeringstid dominerades av krig mot Persien, Ryssland och Österrike, med territoriella vinster. År 1740 slöt han en försvarspakt med Sverige. Mahmud anförtrodde mycket av rikets styrelse till sina vesirer, och tillbringade i stället mycket av sin tid åt att skriva poesi; han gynnade konst i form av musik och poesi, och stod även för en omfattande byggnadsverksamhet.